# Générargues
Générargues település Franciaországban, Gard megyében. Lakosainak száma 711 fő (2022. január 1.). Générargues Saint-Sébastien-d’Aigrefeuille, Anduze, Bagard, Boisset-et-Gaujac, Mialet, Saint-Jean-du-Pin és Thoiras-Corbès községekkel határos.

## Népesség
A település népességének változása:
| Lakosok száma | 377  | 491  | 546  | 684  | 707  | 709  | 699  | 694  | 692  | 711  |
|               | 1968 | 1982 | 1990 | 2006 | 2013 | 2015 | 2017 | 2019 | 2020 | 2022 |